# The Woodman's Daughter
The Woodman's Daughter è un cortometraggio muto del 1913 diretto da Fred Huntley. Prodotto dalla Selig Polyscope Company su un soggetto di Webster Campbell, il film aveva come interpreti Herbert Rawlinson, C. Lomasey, Marguerite Marsh, Eleanor Blevins.

## Trama
Trama di Moving Picture World synopsis in (EN)  su IMDb

## Produzione
Il film fu prodotto dalla Selig Polyscope Company.

## Distribuzione
Distribuito dalla General Film Company, il film - un cortometraggio di una bobina - uscì nelle sale cinematografiche statunitensi il 14 aprile 1913.